# Долеаналіз
Долеаналіз (нім. Schiksalanalyse) — напрямок глибинної психології, який робить усвідомленими несвідомі потяги предків особистості. Долеаналіз вивчає життєвий шлях людини і фактори, що впливають на цей шлях. Основи долеаналізу були закладені швейцарським психологом, психіатром і психотерапевтом Леопольдом Сонді (L. Szondi)

## Значення долеаналізу
Долеаналіз дозволяє людині усвідомити, що вона до сих пір несвідомо переживає нав'язану їй долю, тобто повторює долю одного зі своїх предків, але крім нав'язаної долі, людина має в своєму розпорядженні і іншні (з кращими формами потенційного буття), і вона здатна вибирати серед них. Тільки тоді людина зможе сказати, що вона придбала свою індивідуальну долю.
Очевидно, що долеаналіз: по-перше, намагається побудувати міст між генетикою (прагнення предків) і глибинною психологією (усвідомлення несвідомих прагнень предків); по-друге, розрізняє дві суттєві категорії долі, а саме нав'язану долю і вільну долю, пов'язану з вибором. Ці дві форми долі знаходяться один з одним в відношеннях наступності.
Поняття і принципи концепції долеаналіза дозволяють дешифровувати стародавні праці. Безпосередньо механізм «родової сцени» став ключем до розуміння системи пам'яті Джордано Бруно, описаної в праці «De umbris idearum»

## Долеаналіз в Україні
В Україні осередком долеаналізу є Науково-дослідний інститут «Міжнародне долеаналітичне співтовариство», засноване Мальцевим Олегом Вікторовичем. Керівник «Міжнародного долеаналітичного співтовариства» Олег Мальцев офіційно досяг домовленостей про співпрацю з цюрихським Інститутом Сонді, заснованим в 1965 році сином Леопольда Сонді — профессором Петером Сонді. В стінах НДІ вперше було перекладено з німецької мови всі 5 томів праць Леопольда Сонді присвячених долеаналізу. Всі перекадені книги знаходяться у відкритому доступі. Олег Мальцев розробив 17 способів інтерпритації теста Сонді, котрий наразі активно використовується в різних сферах — від відбору персоналу і до криміналістики.
На основі вчення Сонді в НДІ була створена методика «Соло», яка направлена на вирішення залежності людини від її долі, в розумінні Леопольда Сонді.
Дослідження «Міжнародного долеаналітичного співтовариства», які проходять під керівництовом Олега Мальцева, публікуются на сайті газети «Твоя доля». 

## Історія долеаналізу
Найбільшого поширення долеаналіз отримав в Швейцарії, Бельгії, Франції, США, Іспанії, Японії. Португалії, Італії, Фінляндії, Польщі, Росії, Великій Британії, Румунії. У 1947 р було організовано «Товариство експертів в психології долі» (спочатку - швейцарське, потім - і всесвітнє. У 1969 - Л. Зонді відкриває в Цюриху Навчально-дослідний інститут глибинної психології, зокрема, «психології долі», яким керував до останніх днів свого життя.
Всього 3онді опублікував 112 робіт, основні з них: «Долеаналіз» (1944, 1948, 1965, 1966, 1978); «Підручник експериментальної діагностики мотивів» (1947; на рус. яз. в 1999 г. перекладено 3 її вид., доповнене третім томом 2-го вид.); «Патологія спонукань» (1952); «Я-Аналіз» (1956) - вважається найважливішою з його книг; «Долеаналітична терапія. Підручник пасивної і активної психотерапії» (1963); Дилогія: «Каїн. Освіта злості» (1969) і «Мойсей. Відповідь Каїна» (1973).
Найбільш плідним періодом Леопольда Сонді, з точки зору публікацій, видання книг, є інтервал з 1946 р по 1986 р, оскільки було видано приблизно 52 монографії, 7 основоположних підручників, а також різні статті та доповіді.
Центром досліджень в сфері долеаналіза після смерті його засновника став швейцарський інститут Л. Зонди, а його послідовники об'єднані в рамках міжнародного психологічного журналу «Szondiana». У широкому розумінні поняття «долеаналіз» розглядається як міждисциплінарна система знань, іменована «психологія долі». На рубежі XX-XXI століть Долеаналіз позиціонується як активно формуюча область практичних досліджень, що ставить собі за мету створити єдиний понятійний апарат глибинної психології на основі теорії і методології, яка об'єднує прикладну психологію, культурологію та історію міфологічних, релігійних і філософських уявлень про долю.
В 2015 році український вчений Олег Мальцев здійснив офіційний візит в Цюрихський Інститут Сонді. Під час візиту між Інститутом Сонді та НДІ «Міжнародне долеаналітичне співтовариство», засновником якого є вчений, було досягнуто домовленості про довгострокову співпрацю.